# Диоксоферрат(III) натрия
Диоксоферрат(III) натрия — неорганическое соединение, соль щелочного металла натрия и железистой кислоты с формулой NaFeO2, зелёные с коричневым оттенком кристаллы, реагирует с водой.

## Получение
- Сплавление оксида железа(III) с едким натром:

{\displaystyle {\mathsf {Fe_{2}O_{3}+2NaOH\ {\xrightarrow {600^{o}C}}\ 2NaFeO_{2}+H_{2}O}}}
- Спекание оксида железа(III) с карбонатом натрия:

{\displaystyle {\mathsf {Fe_{2}O_{3}+Na_{2}CO_{3}\ {\xrightarrow {800-900^{o}C}}\ 2NaFeO_{2}+CO_{2}}}}
- Термическое разложение феррата натрия:

{\displaystyle {\mathsf {4Na_{2}FeO_{4}\ {\xrightarrow {700^{o}C}}\ 4NaFeO_{2}+3O_{2}+2Na_{2}O}}}

## Физические свойства
Диоксоферрат(III) натрия образует зелёные с коричневым оттенком кристаллы тригональной сингонии, пространственная группа R 3m, параметры ячейки a = 0,3019 нм, c = 1,5934 нм, Z = 3.

## Химические свойства
- Реагирует с холодной водой:

{\displaystyle {\mathsf {2NaFeO_{2}+(n+1)H_{2}O\ {\xrightarrow {\tau }}\ Fe_{2}O_{3}\cdot nH_{2}O\downarrow +2NaOH}}}
- Реагирует с горячей водой:

{\displaystyle {\mathsf {NaFeO_{2}+H_{2}O\ {\xrightarrow {100^{o}C}}\ FeO(OH)\downarrow +NaOH}}}
- Реагирует с кислотами:

{\displaystyle {\mathsf {NaFeO_{2}+4HCl\ {\xrightarrow {}}\ FeCl_{3}+NaCl+2H_{2}O}}}
- При сплавлении с перекисью натрия образует ферраты

{\displaystyle {\mathsf {2NaFeO_{2}+3Na_{2}O_{2}\ {\xrightarrow {500^{o}C}}\ 2Na_{2}FeO_{4}+2Na_{2}O}}}
- Окисляется галогенами до ферратов:

{\displaystyle {\mathsf {2NaFeO_{2}+3Cl_{2}+8NaOH\ {\xrightarrow {50-60^{o}C}}\ 2Na_{2}FeO_{4}+6NaCl+4H_{2}O}}}